# Бабаев, Олег Мейданович
Олег Мейданович Бабаев (21 октября 1965, Курск — 26 июля 2014, Кременчуг) — украинский политик, предприниматель и футбольный функционер.
Бывший народный депутат Украины, бывший член фракции «Блок Юлии Тимошенко» (ноябрь 2007 — ноябрь 2010), член Комитета по вопросам экологической политики, природопользования и ликвидации последствий Чернобыльской катастрофы (с декабря 2007).
Президент футбольного клуба «Ворскла», почётный президент футбольного клуба «Кремень». Городской голова Кременчуга (с ноября 2010 по 26 июля 2014).

## Биография
Родился в 1965 году в городе Курске (Россия). Отец — азербайджанец, уроженец Шамкирского района Азербайджана, мать — русская.
В 1982 году окончил курскую среднюю школу № 10 и поступил в Минское высшее военно-политическое училище, которое окончил в 1986 году (специальность — «Военно-политическая»).

С 1986 по 1996 год Олег Бабаев находился на службе в армии. Первые три года служил на Дальнем Востоке, потом — в Чехословакии. После вывода советских войск из Чехословакии попал в Киев.

После распада Советского Союза из-за финансовых затруднений пытался сочетать службу в армии с предпринимательской деятельностью. Полтора года он занимался продажей подержанных автомобилей, привезённых из Германии. Затем занялся бизнесом по переработке кожи.

С 1996 года по 1998 год работал в коммерческой структуре на должности финансового директора в СП «Птица ЛТД» в г. Киеве.

С февраля 1998 года — заместитель генерального директора по экономике и финансам Кременчугского мясокомбината.

С августа 1998 по июль 2007 года работал председателем правления ОАО «Кременчугмясо», входящее в финансово-промышленную группу «Финансы и Кредит». С сентября 2007 года — председатель наблюдательного совета ОАО «Кременчугмясо».

В 2000 году Олег Бабаев окончил Киевский национальный университет имени Тараса Шевченко по специальности «Финансы» и получил квалификацию экономиста.

С октября 2003 года — почётный президент футбольного клуба «Кремень» (Кременчуг).

С апреля 2005 — президент ФК «Ворскла».

В ноябре 2010 — июле 2014 года — городской голова Кременчуга.

## Политика
С 1999 по 2007 гг. — депутат Кременчугского городского совета.
С ноября 2007 до февраля 2011 — народный депутат Украины 6-го созыва от Блока Юлии Тимошенко, № 109 в списке.
В 2010 году баллотировался на пост городского головы Кременчуга от ВО «Батькивщина». По данным социологических исследований в начале предвыборной кампании отставал от Николая Глухова (ПР), своего основного оппонента, однако удачно проведенная кампания позволила одержать победу с убедительным отрывом в 15,15 % голосов. В ноябре 2010 года, став городским головой Кременчуга, вышел из партии «Батькивщина», аргументируя это тем, что городской голова не должен зависеть от партии.

## Личная жизнь
Разведён, в браке родились две дочери.

## Достижения
Заслуженный работник промышленности Украины. Мастер спорта по дзюдо.

## Убийство
26 июля 2014 года Олег выехал из частного дома и направился к мусорным бакам. Когда он вышел из машины, чтобы вынести мусор, ему выстрелили в спину из  дробовика картечью. Бабаев находился один в машине. Убийство произошло около 9:45 утра по улице Сумской, около дома № 40 Автозаводского района города Кременчуга, в нескольких сотнях метров от его дома. Преступление совершено при свидетелях, которые назвали марку машины — ВАЗ-2108. Сразу после убийства в городе объявлен план перехвата, однако задержать убийцу по «горячим следам» не удалось.

## Память
26 июля в 20:00 несколько тысяч кременчужан собрались в сквере «Октябрьский», реконструированном в его правление, возле фонтана чтобы почтить память погибшего. Жители города предложили присвоить скверу имя Олега Бабаева. В городе объявлен трёхдневный траур: отменены все развлекательные мероприятия, приспущены флаги.
Памяти Олега Бабаева Архивная копия от 19 октября 2016 на Wayback Machine(YouTube)
В 2014 году на здании музея истории авиации и космонавтики в Кременчуга была установлена информационная табличка, рассказывающая о вкладе Бабаева в создание музея. В том же году в музее открылась посвящённая бывшему городскому голове выставка «Олег Бабаев. Прерванный полёт». Его именем назван стадион «Кремень-Арена». 